# Muehlenbeckia platyclada
Espèce
Synonymes
- Coccoloba platyclada (F.J. Müll.) F.J. Müll.
- Homalocladium platycladum (F.J. Müll.) L.H. Bailey
- Polygonum platycladum F.J. Müll. - Basionyme[2]

Muehlenbeckia platyclada (syn. Homalocladium platycladum), est une plante de la famille du sarrasin et du raisinier-bord-de-mer.
Parmi ses noms vernaculaires, on l'appelle Muehlenbeckie à rameaux aplatis ou Plante-ruban en français, Centipede plant (plante mille-pattes), Tapeworm plant (plante tænia) ou Ribbonbush (buisson ruban) en anglais, Solitaria ou Tenia en espagnol, Vono ni vavalangi en Fidjien et Alupihan en Filipino.

## Indigénat et répartition
Muehlenbeckia platyclada est originaire de Nouvelle-Guinée et des Îles Salomon.
Elle est aussi naturalisée dans d'autres régions tropicales comme Porto Rico, l'Inde, la Bolivie, Madagascar ou le Pakistan.
Elle est considérée comme invasive au Costa-Rica, au Guatemala, au Nicaragua et au Pérou.

## Classification
En raison de son apparence originale, les systématiciens ont autrefois classé cette espèce à part dans le genre monotypique Homalocladium. Néanmoins, une étude phylogénétique a montré que, bien qu'appartenant à une branche basale, ce taxon était inclus dans le genre Muehlenbeckia,.

## Histoire
Elle fut découverte pour la première fois en 1853, à Wanderer-Bay (îles Salomon), par le botaniste écossais William Grant Milne, pendant le voyage du HMS Herald dirigé par le capitaine Denham,.

## Description
Muehlenbeckia platyclada est un sous-arbrisseau, d'environ 2 mètres, caractérisé par ses tiges vertes aplaties, articulées par les ochrea ovales longs de 1-2 millimètres, et ses feuilles réduites à des écailles, la fonction d'assimilation chlorophyllienne étant assurée par des cladodes aplatis et rubanés, pseudo-feuilles persistantes, vert foncé, alternes, sessiles, membraneuses en forme de pointe de flèches longues de 15-65 millimètres. Il a tendance à émettre des rameaux sarmenteux courant sur la végétation.

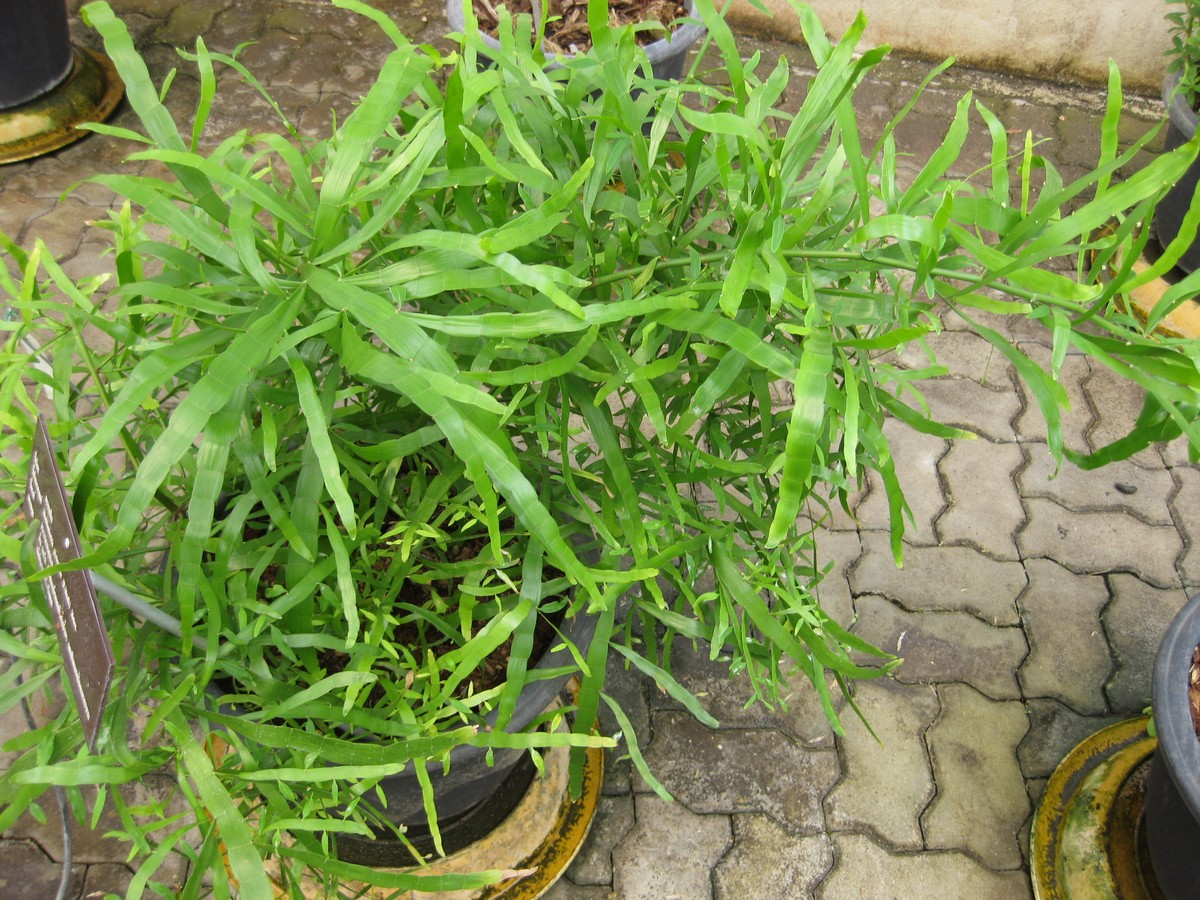
Plante ruban M. platyclada en pot, Jardin botanique de la reine Sirikit, Thaïlande.
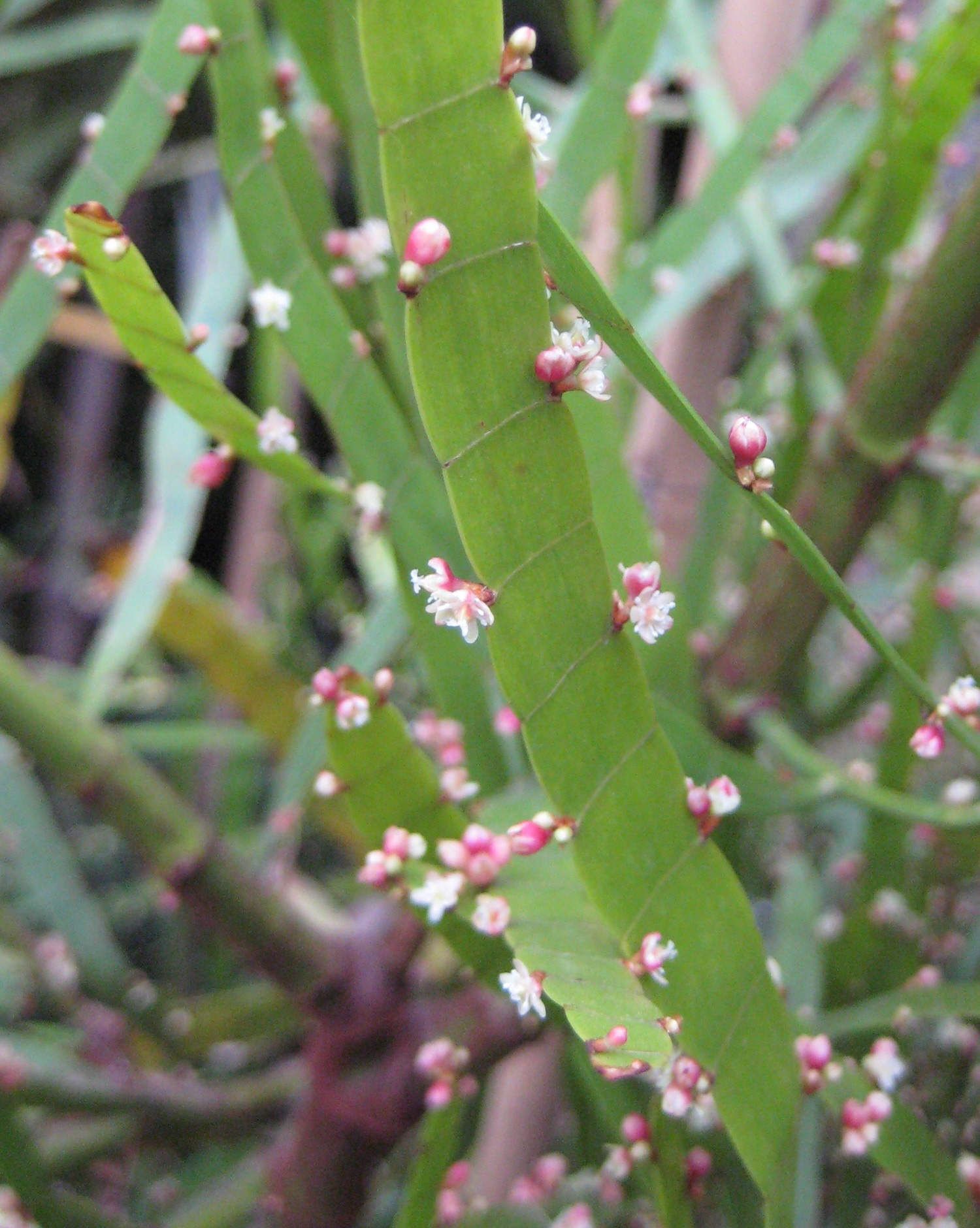
Rameaux florifères de M. platyclada, Jardin botanique de Dresde, Allemagne
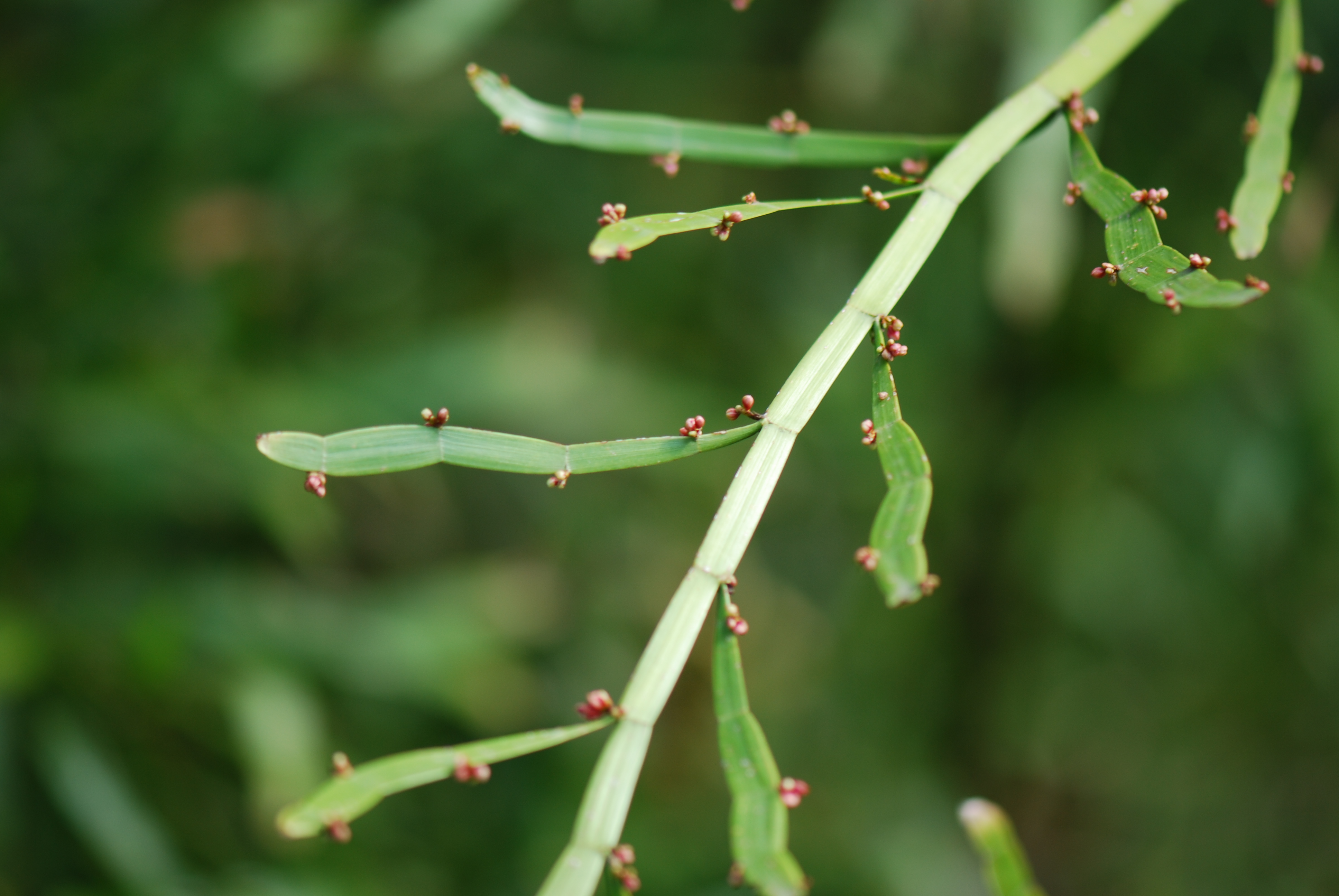
Branchages de M. platyclada
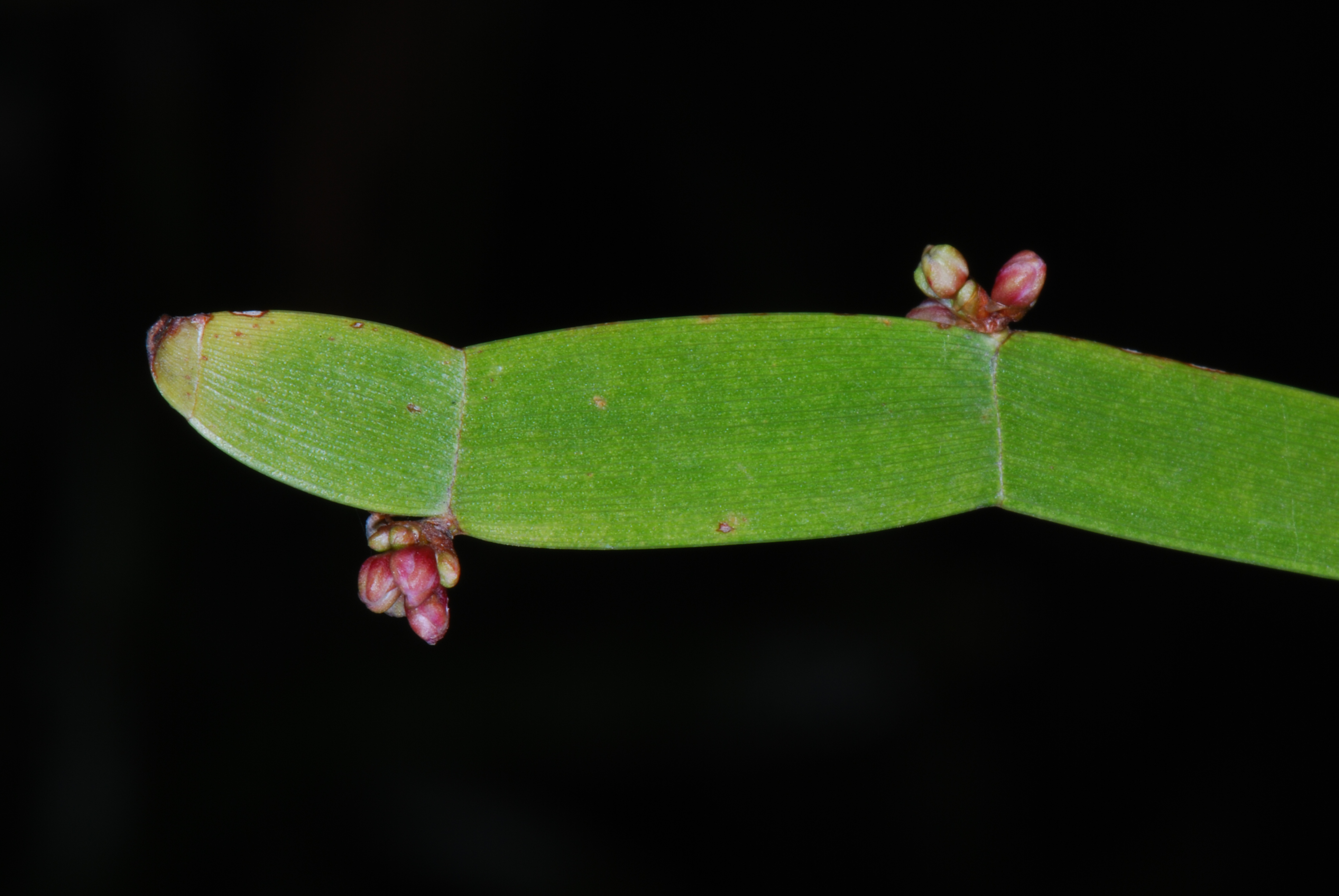
Détail de rameau de M. platyclada

Les inflorescences en glomérules axillaires comportent 1 à 6 fleurs actinomorphes, bisexuées, de couleur blanche à rose pâle, avec 5 tépales oblongs de 1-2 millimètres, 8 étamines libres et un ovaire ovoïde trigone. Ses fruits sont des baies comestibles rouge brillant devenant pourpre foncé.

## Culture
Il pousse sur les sols bien drainés, humides et ensoleillés comme par exemple un sable limoneux à argileux avec un pH de 5,5 à 6. Il tolère un peu d'ombre, la chaleur et l'humidité. Dans les zones tempérées, il fleurit du début à la fin du printemps. Dans les régions au climat plus hospitalier, il porte des fleurs et des fruits toute l'année.

### Maladie cryptogamique: l'oïdium
L'oïdium se développe généralement sur les plantes placées dans des lieux insuffisamment aérés ou manquant d'éclairage. La maladie s'accentue lorsque les nuits sont fraîches et les journées chaudes et humides. Ce champignon poudreux blanc ou gris se trouve généralement sur la face supérieure des feuilles ou des fruits. Les feuilles se deviennent alors jaunes, puis brunes, se racornissent et tombent. Le nouveau feuillage émerge froissé et déformé. Souvent les fruits avortent et tombent prématurément.
Pour sa prévention, il est recommandé de planter des variétés résistantes de façon espacée afin que les plantes reçoivent suffisamment de lumière et que l'air circule. Il est préférable d'arroser par le dessous sans mouiller le feuillage (ceci est primordial pour la variété à fleurs roses), d'enrichir le sol en azote, et d'assainir la plante à l'automne (nettoyer, enlever et détruire toutes les feuilles, fleurs et débris). En cas d'infestation, il est recommandé d'employer un fongicide en suivant les recommandations liée au produit.

### Parasites: lescochenilles
Les cochenilles sont des insectes qui peuvent poser problème à une grande variété de plantes d'intérieur et d'extérieur. Les juvéniles rampent jusqu'à trouver un bon site d'alimentation. Les femelles adultes perdent alors leurs pattes et se fixent à la plante pour se nourrir de sa sève. Elles peuvent affaiblir leur hôte et faire jaunir et tomber les feuilles. Elle sécrètent un miellat sucré recherché par les fourmis qui en s'accumulant est colonisé par un champignon entraînant la fumagine.
Ces parasites sont difficiles à contrôler. Il est recommandé de tenir les plants infestés à l'écart. La pulvérisation de traitements, comme le savon noir dilué peut s'avérer efficace. Il est aussi recommandé d'encourager la présence les ennemis naturels tels que les guêpes parasitoïdes dans le jardin.